# اسکله موقت غزه

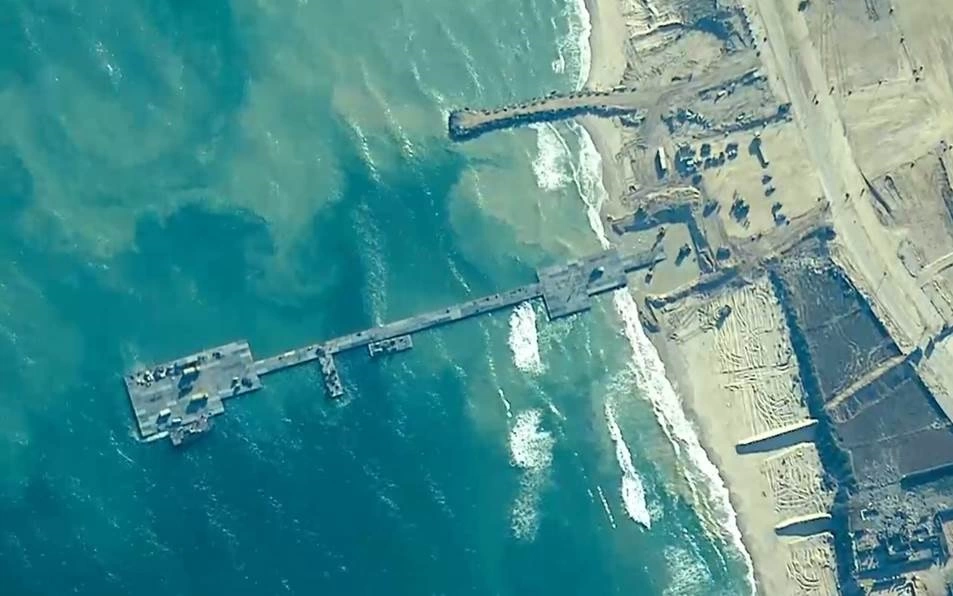
اسکله شناور غزه، ۱۶ مه ۲۰۲۴

اسکله شناور غزه یک تأسیسات اسکله شناور است که پس از پیشنهاد و دستور رئیس‌جمهور ایالات متحده، بایدن، از ۷ مارس ۲۰۲۴ توسط نیروهای مسلح آمریکا در دست ساخت بود که در مه ۲۰۲۴ تکمیل شد.
ارتش آمریکا این اسکله را ویژهٔ کشتی‌های فراساحلی نوار غزه ساخت و سپس از طریق یک گذرگاه به ساحل متصل کرد تا بتواند محموله‌های دریایی را برای کمک‌های بشردوستانه به غزه ارسال کند. نقطه تخلیه به کریدور نتساریم می‌پیوندد. سازمان برنامه جهانی غذا مسئول دریافت و توزیع کمک‌ها است.
جوزف بایدن گفت که اسرائیل «هم باید سهم خود را انجام دهد.» وی همچنین گفت: «کمک‌های بشردوستانه نمی‌تواند یک ملاحظه ثانویه یا معامله‌ای باشد. حفاظت و نجات جان بیگناهان باید در اولویت باشد.» اسرائیل کمک‌های بشردوستانه را در قبرس قبل از ترابری و دوباره پس از تحویل در اسکله در پست‌های بازرسی در غزه بازرسی خواهد کرد. این اسکله روزانه ظرفیت دریافت ۱۵۰ کامیون کمک را دارد.